# Idalina
Idalina es un género de foraminífero bentónico de la subfamilia Miliolinellinae, de la familia Hauerinidae, de la superfamilia Milioloidea, del suborden Miliolina y del orden Miliolida. Su especie tipo es Idalina antiqua. Su rango cronoestratigráfico abarca el Senoniense (Cretácico superior).

## Clasificación
Idalina incluye a las siguientes especies:
- Idalina antiqua †
- Idalina berthelini †
- Idalina cuvillieri †
- Idalina laminata †
- Idalina sinjarica †